# Concrete Blonde (album)
Concrete Blonde è il primo album in studio del gruppo musicale statunitense Concrete Blonde, pubblicato nel 1986.

## Tracce
Testi e musiche di Johnette Napolitano, eccetto dove indicato.
1. True (James Mankey, Napolitano) – 2:59
2. Your Haunted Head – 2:49
3. Dance Along the Edge – 5:30
4. Still In Hollywood – 3:45
5. Song for Kim (She Said) – 4:13
6. Beware of Darkness (George Harrison) – 3:45
7. Over Your Shoulder (Mankey, Napolitano) – 3:24
8. Little Sister – 3:55
9. (You're the Only One) Can Make Me Cry – 2:16
10. Cold Part of Town – 3:12
11. True II (Instrumental) (Mankey) – 2:27
12. It'll Chew You Up and Spit You Out (Alternative version of Still In Hollywood with different lyrics.) – 4:34